# 嶋正彦
嶋 正彦（しま まさひこ、1923年〈大正12年〉3月13日 - 2014年〈平成26年〉7月30日）は、日本の実業家である。元丸善石油（現・コスモ石油）社長。東京都出身。

## 略歴
- 1923年（大正12年） - 芳蔵の四男として生まれる。
- 1946年（昭和21年） - 東京帝国大学経済学部商業学科を卒業後、三和銀行（現・三菱UFJ銀行）へ入行。
- 1971年（昭和46年） - 三和銀行代表取締役に就任。
- 1973年（昭和48年） - 三和銀行代表取締役常務に就任。
- 1976年（昭和51年） - 三和銀行代表取締役専務に就任。
- 1979年（昭和54年） - 丸善石油代表取締役副社長に就任。
- 1981年（昭和56年） - 丸善石油代表取締役社長に就任。
- 1986年（昭和61年） - コスモ石油代表取締役会長に就任。
- 2014年（平成26年）7月30日 - 肺炎のため死去、91歳[1]。
- その他、アブダビ石油会長、関西石油社長などを歴任した。